# 1339
Il 1339 (MCCCXXXIX in numeri romani) è un anno  del XIV secolo.

## Eventi
- 21 febbraio - Battaglia di Parabiago, combattuta tra le truppe dei Signori di Milano, Azzone Visconti e lo zio Luchino, e la Compagnia di San Giorgio guidata da Lodrisio, fratello di Luchino, risolta secondo la leggenda, da un intervento miracoloso di Sant'Ambrogio, a favore dei primi
- 9 agosto - Re Giovanni I di Boemia concede lo stemma dell'aquila fiammeggiante rappresentata sullo scudo di San Venceslao (patrono di Boemia) a Nicolò da Bruna, principe vescovo di Trento, per riunire il piccolo esercito del Principato di Trento sotto un unico emblema
- un ciclo di carestie, il secondo dall'inizio del secolo, devasta l'intera Europa

## Nati
- 23 luglio - Luigi I d'Angiò, principe francese († 1384)
- 1º novembre - Rodolfo IV d'Asburgo, nobile austriaco († 1365)
- Guglielmo d'Aigrefeuille il Giovane, cardinale francese († 1401)
- Antipapa Alessandro V, cardinale e arcivescovo cattolico italiano († 1410)
- Anna di Świdnica, nobile polacca († 1362)
- Bianca di Borbone, regina († 1361)
- Enguerrand VII di Coucy, condottiero francese († 1397)
- Federico di Baviera-Landshut, duca tedesco († 1393)
- Giovanna di Navarra, nobildonna († 1403)
- Giovanna Manuele, sovrana spagnola († 1381)
- Dabiša di Bosnia, sovrano bosniaco († 1395)
- Lorenzo di Werle, principe († 1393)
- Erik XII di Svezia, re († 1359)
- Ramesuan, sovrano siamese († 1395)
- Sante da Cori, presbitero italiano († 1392)
- Silvestro dei Gherarducci, miniatore e pittore italiano († 1399)
- Roberto Stuart, nobile scozzese († 1420)
- Bernardon de la Salle, mercenario francese († 1391)
- Giovanni V di Bretagna, sovrano francese († 1399)

## Morti
- 6 gennaio - Beniamino II di Alessandria, vescovo cristiano orientale egiziano
- 19 gennaio - Raimondo di Montfort, religioso e cardinale francese
- 2 febbraio - Jón Halldórsson, vescovo cattolico norvegese (n. 1275)
- 17 febbraio - Ottone IV d'Asburgo, duca (n. 1301)
- 19 marzo - Cianghella della Tosa, italiana
- 26 maggio - Aldona di Lituania, nobile lituana
- 10 agosto - Aicardo Antimiani, arcivescovo cattolico italiano
- 16 agosto - Azzone Visconti, italiano (n. 1302)
- 26 agosto - Giovanni da Caramola, religioso francese (n. 1280)
- 1º settembre - Enrico XIV di Baviera, nobile tedesco (n. 1305)
- 19 settembre - Go-Daigo, imperatore giapponese (n. 1288)
- 29 ottobre - Alessandro I di Tver', principe (n. 1301)
- 31 ottobre - Francesco Dandolo, doge
- 10 dicembre - Edvige di Kalisz, nobile polacca (n. 1266)
- Andrej Mstislavič, principe russo
- Antonio da Tempo, poeta e metricologo italiano
- Francesco Carroz, ammiraglio spagnolo
- Guido Cattaneo, arcivescovo cattolico italiano
- Giovanni I Chiaramonte, nobile, politico e militare italiano
- Massarello di Giglio, pittore italiano
- Margherita Orsini, nobile latina
- Rangjung Dorje, monaco buddhista tibetano (n. 1284)
- Guglielmo de' Rossi, militare italiano
- Giovanna Visconti di Gallura (n. 1291)
- Guglielmo da Varignana, medico, farmacista e anatomista italiano (n. 1270)
- Abd al-Malik Abd al-Wahid, emiro berbero

## Calendario
| Calendario 1339 | Calendario 1339 | Calendario 1339 | Calendario 1339 | Calendario 1339 | Calendario 1339 | Calendario 1339 | Calendario 1339 | Calendario 1339 | Calendario 1339 | Calendario 1339 | Calendario 1339 | Calendario 1339 | Calendario 1339 | Calendario 1339 | Calendario 1339 | Calendario 1339 | Calendario 1339 | Calendario 1339 | Calendario 1339 | Calendario 1339 | Calendario 1339 | Calendario 1339 | Calendario 1339 | Calendario 1339 | Calendario 1339 | Calendario 1339 | Calendario 1339 | Calendario 1339 | Calendario 1339 | Calendario 1339 | Calendario 1339 | Calendario 1339 |
| --------------- | --------------- | --------------- | --------------- | --------------- | --------------- | --------------- | --------------- | --------------- | --------------- | --------------- | --------------- | --------------- | --------------- | --------------- | --------------- | --------------- | --------------- | --------------- | --------------- | --------------- | --------------- | --------------- | --------------- | --------------- | --------------- | --------------- | --------------- | --------------- | --------------- | --------------- | --------------- | --------------- |
|                 | 1               | 2               | 3               | 4               | 5               | 6               | 7               | 8               | 9               | 10              | 11              | 12              | 13              | 14              | 15              | 16              | 17              | 18              | 19              | 20              | 21              | 22              | 23              | 24              | 25              | 26              | 27              | 28              | 29              | 30              | 31              |                 |
| Gennaio         | Ve              | Sa              | Do              | Lu              | Ma              | Me              | Gi              | Ve              | Sa              | Do              | Lu              | Ma              | Me              | Gi              | Ve              | Sa              | Do              | Lu              | Ma              | Me              | Gi              | Ve              | Sa              | Do              | Lu              | Ma              | Me              | Gi              | Ve              | Sa              | Do              |                 |
| Febbraio        | Lu              | Ma              | Me              | Gi              | Ve              | Sa              | Do              | Lu              | Ma              | Me              | Gi              | Ve              | Sa              | Do              | Lu              | Ma              | Me              | Gi              | Ve              | Sa              | Do              | Lu              | Ma              | Me              | Gi              | Ve              | Sa              | Do              |                 |                 |                 |                 |
| Marzo           | Lu              | Ma              | Me              | Gi              | Ve              | Sa              | Do              | Lu              | Ma              | Me              | Gi              | Ve              | Sa              | Do              | Lu              | Ma              | Me              | Gi              | Ve              | Sa              | Do              | Lu              | Ma              | Me              | Gi              | Ve              | Sa              | Do              | Lu              | Ma              | Me              |                 |
| Aprile          | Gi              | Ve              | Sa              | Do              | Lu              | Ma              | Me              | Gi              | Ve              | Sa              | Do              | Lu              | Ma              | Me              | Gi              | Ve              | Sa              | Do              | Lu              | Ma              | Me              | Gi              | Ve              | Sa              | Do              | Lu              | Ma              | Me              | Gi              | Ve              |                 |                 |
| Maggio          | Sa              | Do              | Lu              | Ma              | Me              | Gi              | Ve              | Sa              | Do              | Lu              | Ma              | Me              | Gi              | Ve              | Sa              | Do              | Lu              | Ma              | Me              | Gi              | Ve              | Sa              | Do              | Lu              | Ma              | Me              | Gi              | Ve              | Sa              | Do              | Lu              |                 |
| Giugno          | Ma              | Me              | Gi              | Ve              | Sa              | Do              | Lu              | Ma              | Me              | Gi              | Ve              | Sa              | Do              | Lu              | Ma              | Me              | Gi              | Ve              | Sa              | Do              | Lu              | Ma              | Me              | Gi              | Ve              | Sa              | Do              | Lu              | Ma              | Me              |                 |                 |
| Luglio          | Gi              | Ve              | Sa              | Do              | Lu              | Ma              | Me              | Gi              | Ve              | Sa              | Do              | Lu              | Ma              | Me              | Gi              | Ve              | Sa              | Do              | Lu              | Ma              | Me              | Gi              | Ve              | Sa              | Do              | Lu              | Ma              | Me              | Gi              | Ve              | Sa              |                 |
| Agosto          | Do              | Lu              | Ma              | Me              | Gi              | Ve              | Sa              | Do              | Lu              | Ma              | Me              | Gi              | Ve              | Sa              | Do              | Lu              | Ma              | Me              | Gi              | Ve              | Sa              | Do              | Lu              | Ma              | Me              | Gi              | Ve              | Sa              | Do              | Lu              | Ma              |                 |
| Settembre       | Me              | Gi              | Ve              | Sa              | Do              | Lu              | Ma              | Me              | Gi              | Ve              | Sa              | Do              | Lu              | Ma              | Me              | Gi              | Ve              | Sa              | Do              | Lu              | Ma              | Me              | Gi              | Ve              | Sa              | Do              | Lu              | Ma              | Me              | Gi              |                 |                 |
| Ottobre         | Ve              | Sa              | Do              | Lu              | Ma              | Me              | Gi              | Ve              | Sa              | Do              | Lu              | Ma              | Me              | Gi              | Ve              | Sa              | Do              | Lu              | Ma              | Me              | Gi              | Ve              | Sa              | Do              | Lu              | Ma              | Me              | Gi              | Ve              | Sa              | Do              |                 |
| Novembre        | Lu              | Ma              | Me              | Gi              | Ve              | Sa              | Do              | Lu              | Ma              | Me              | Gi              | Ve              | Sa              | Do              | Lu              | Ma              | Me              | Gi              | Ve              | Sa              | Do              | Lu              | Ma              | Me              | Gi              | Ve              | Sa              | Do              | Lu              | Ma              |                 |                 |
| Dicembre        | Me              | Gi              | Ve              | Sa              | Do              | Lu              | Ma              | Me              | Gi              | Ve              | Sa              | Do              | Lu              | Ma              | Me              | Gi              | Ve              | Sa              | Do              | Lu              | Ma              | Me              | Gi              | Ve              | Sa              | Do              | Lu              | Ma              | Me              | Gi              | Ve              |                 |